# فرودگاه شهرستان آنتریم
فرودگاه شهرستان آنتریم (IATA: ACB, ICAO: KACB, FAA LID: ACB) (به انگلیسی: Antrim County Airport) یک فرودگاه همگانی است که در مالکیت شهرستان قرار دارد و در ارتفاع ۱۹۰ متری از سطح دریا واقع شده است.
در یک مایلی (2 کیلومتری) شمال شرقی منطقه کسب و کار مرکزی بلایر، یک روستا در شهرستان انتریم، میشیگان، ایالات متحده واقع شده است. این فرودگاه در برنامه ملی سیستم‌های یکپارچه فرودگاهی FAA برای سال‌های 2017-2021 به عنوان یک تسهیلات هوانوردی عمومی محلی دسته‌بندی شده است.

### تأسیسات و هواپیماها
فرودگاه شهرستان انتریم مساحتی بالغ بر 363 هکتار (147 هکتار) دارد و یک باند آسفالتی (02/20) به طول 5,000 در 100 فوت (1,524 در 30 متر) در آن قرار دارد. در دوره 12 ماهه منتهی به 31 دسامبر 2018، فرودگاه 7,300 عملیات هوایی داشت که به طور متوسط 20 عملیات در روز بود. تمامی این عملیات‌ها مربوط به هوانوردی عمومی بودند. در همان دوره، 20 هواپیما در این فرودگاه مستقر بودند: 19 تک موتوره و 1 چند موتوره.
این فرودگاه دارای یک اپراتور ثابت است که سوخت می‌فروشد و یک اتاق کنفرانس دارد.